# Калідурут
Калідурут (д/н — 696) — 1-й цар об'єднаної держави Мукурри і Нобатії у 655—696 роках.

## Життєпис
Відомостей про нього обмаль. Можливо був онуком першого відомого царя Мукурри Іоанна I. Висловлюється припущення, що був сином або зятем Захаріаса, царя Нобатії, який, можливо, зумів об'єднати Нобатію і Мукурру. Також імовірна гіпотеза, що Захаріас допоміг синові посісти трон Мукурри. Вони разом з 642 року протистояли намірам Арабського халіфату підкорити нубійські царства. 642 року в Першій битві біля Донголи завдано поразки арабському полководцю Укбі ібн Нафі, а 652 року — в Другій битві біля Донголи — Абдаллаху ібн Сааду.
В арабських джерелах згадується, що після битви 652 року Калідурут разом з сином Захаріасом (деякі дослідники вважають, що тут трапилася плутанина і згаданий в арабів Захаріас був саме батьком Калідрута та царем Нобатії) уклав угоду з Абдаллахом ібн Саадом. Втім умови угоди (бакти) свідчать, що перемога Калідурута не була повною й він побоювався продовжувати війну. так, цар погодився щорічно надсилати арабському валі (наміснику) в Єгипті 360 рабів та сплачувати золотом (обсяг невідомий). Натомість з Єгипту постачалася пшениця. Разом з тим встановлювався міцний мир та оголошувалася свобода торгівлі.
655 року після смерті батька або тестя Захаріаса успадкував царство Нобатія. Відомо, що багато доклав зусиль для відбудови столиці Донгола, зруйнованої арабами. Відбудовано, зокрема, собор у Донголі та зведено хрестоподібну будівлю на згадку про захисників міста.
Про подальше панування обмаль відомостей. Трон близько спадкував син або онук Меркурій.